# クリモフスク

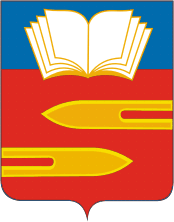
クリモフスク市章

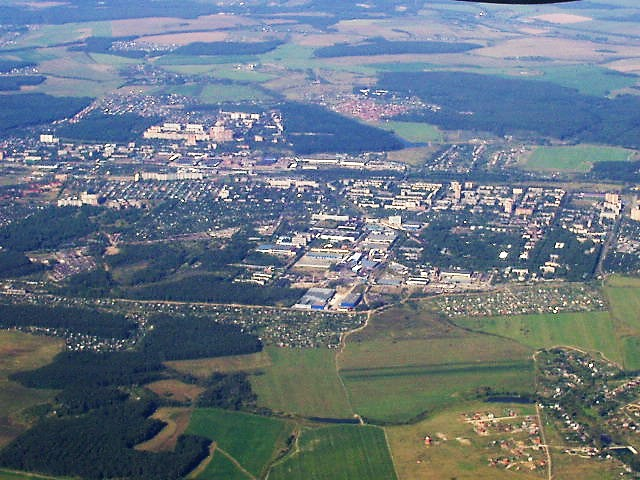
上空から

クリモフスク（ロシア語: Климовск）は、ロシアのモスクワ州にある都市。人口は5万6200人（2015年）。モスクワの55km南、ポドリスクの8km南に位置する。
クリモフスクはクリモフカ村として、モスクワからセルプホフを通ってトゥーラへと向かう街道沿いに19世紀半ばに建設された。当時の主産業は農業と牧畜だった。クリモフスクの発展は機械製造工場と密接に関係している。モスクワ・クルスク鉄道が村のすぐそばに敷設されると、ロシア中央部の綿工業に必要な織機のスペアを製造する工場が1882年にクリモフカに建設され操業を開始した。1883年にはクリモフスクに改称し、1940年10月7日には町に昇格した。

## 姉妹都市
- ノヴォチェボクサルスク、ロシア
- イフティマン、ブルガリア